# Liste des députés de la Communauté germanophone de Belgique (2024-2029)
Depuis 2024
12e 14e
La liste des députés pour la législature 2024-2029 au Parlement de la Communauté germanophone de Belgique se compose comme suit, à la suite des élections régionales belges de 2024.
Un député est délégué au sénat comme sénateur ().

## Bureau (Präsidium)

### Présidente
- Patricia Creutz-Vilvoye (CSP)

## Membres élus directement

### ProDG(8)
1. Elke Comoth
2. Freddy Cremer
3. Kathy Elsen
4. Ewald Gangolf
5. José Grommes
6. Lydia Klinkenberg
7. Oliver Paasch
8. Liesa Sholzen

### CSP(5)
1. Pascal Arimont
2. Patricia Creutz-Vilvoye
3. Jérôme Franssen
4. Marcel Henn
5. Steffi Pauels

### Vivant(4)
1. Michael Balter
2. Alain Mertes
3. Elena Peters
4. Diana Stiel

### SP(3)
1. Antonios Antoniadis
2. Björn Klinkenberg
3. Mechtilde Neuens

### PFF(3)
1. Gregor Freches
2. Evelyn Jadin
3. Ralph Schröder

### Ecolo(2)
1. Fabienne Colling
2. Andreas Jerusalem